# Bronisław Zeman
Bronisław Zeman (ur. 2 kwietnia 1939 w Starej Wsi k. Oświęcimia) – polski reżyser i scenarzysta filmów animowanych.

## Życiorys
Absolwent Studium Zaocznego na Wydziale Reżyserii PWSFTviT w Łodzi (1974, dyplom 1976). Od 1958 pracował w Studio Filmów Rysunkowych w Bielsku-Białej.
Jest jednym z bohaterów książki Jerzego Armaty Anima. Mistrzowie polskiej animacji (wyd. EGoFILM, Warszawa 2025).

## Filmografia
- 1997: Karrypel kontra Groszki (odc. 8) – reżyseria
- 1995: Karrypel kontra Groszki (odc. 4) – reżyseria
- 1994: Bajki pana Bałagana (odc. Babcia Ala i 40 rozbójników) – reżyseria
- 1993: Bajki pana Bałagana (odc. Królewna Śmieszka, O dziwnym smaku i niezwykłym smogu) – reżyseria
- 1993: Lis Leon (odc. 16) – reżyseria, opracowanie plastyczne
- 1989: Podróże kapitana Klipera (odc. 99 węzłów) – reżyseria
- 1988: Podróże kapitana Klipera (odc. Szalony Roger w opałach) – reżyseria
- 1986: Bajki Bolka i Lolka, scenariusz, reżyseria, komentarz
- 1986: Sposób na wakacje Bolka i Lolka, scenariusz, reżyseria, komentarz
- 1985: Bolek i Lolek w Europie (odc. W Hiszpanii - scenariusz, odc. Wyścig Renów – scenariusz, dlalogi)
- 1984: Bolek i Lolek w Europie (odc. W Królestwie Posejdona) – scenariusz; Olimpiada Bolka i Lolka (odc. Nim zapłonie znicz) – scenariusz, opracowanie plastyczne
- 1983: Bolek i Lolek w Europie (odc. Duch zamku Lorda Macintosha) – scenariusz, reżyseria; Olimpiada Bolka i Lolka (odc. Zawody łucznicze) – scenariusz
- 1980: Pampalini. Łowca zwierząt (odc. Pampalini i krokodyl) – reżyseria
- 1979: Wielka podróż Bolka i Lolka (odc. W służbie Buddy) – reżyseria, opracowanie plastyczne
- 1977: Pampalini. Łowca zwierząt (odc. Pampalini i lew, Pampalini i Tapir) – reżyseria
- 1972: Bolek i Lolek na Dzikim Zachodzie (odc. Koniokrad) – reżyseria; Przygody Bolka i Lolka (odc. Deszczowe wakacje) – scenariusz, reżyseria
- 1971: Bajki Bolka i Lolka (odc. Pantofelek Kopciuszka) – reżyseria
- 1970: Bolek i Lolek wyruszają w świat (odc. Przemytnik) - scenariusz, opracowanie plastyczne
- 1969: Porwanie Baltazara Gąbki (odc. Ucieczka) – reżyseria
- 1968: Bolek i Lolek wyruszają w świat (odc. Wyścig do bieguna) - reżyseria
- 1964: Bolek i Lolek (odc. Sportowcy) – animacja
- 1963: Bolek i Lolek (odc. Skrzyżowane szpady) – animacja

## Nagrody
- 2008: Złoty Medal „Zasłużony Kulturze Gloria Artis”
- 2017: Nagroda Stowarzyszenia Filmowców Polskich za wybitne osiągnięcia artystyczne
- 1982: Nagroda w kategorii filmów do 12 minut na Międzynarodowym Festiwalu Animacji „Cinanimaffa” w Espinho za Historia nie z tej ziemi czyli igraszki w parku
- 1973: Nagroda Specjalna na Międzynarodowym Festiwalu Filmów Animowanych w Annecy za Och! Och!